# 青い瞳
「青い瞳」（あおいひとみ、英題: Blue Eyes）とはジャッキー吉川とブルー・コメッツの楽曲である。

## 概要
最初に1966年3月に英語盤が、当時日本コロムビアの洋楽レーベルだったCBSレーベルより発売された。ブルー・コメッツのメンバーである井上忠夫が1965年に作曲。作詞は橋本淳。英語盤は10万枚以上のセールスを記録し、ジャッキー吉川とブルー・コメッツが世に出る切っ掛けを作った曲となった。
当初英語詞での発売となったのは、この当時のレコード会社に根強く残る古い体質の影響だったといわれる。即ち「洋楽レーベルから出すのになぜ詞が日本語なのか」というレコード会社からの疑義があり、仕方なしに英語詞を付けたとのことである。なお、1966年当時、当シングル盤の価格は事実上の洋楽扱いだったため、370円と割高だった（当時の邦楽は330円。1ドルが360円の時代だったので、全体的に輸入盤が割高だった）。
この英語盤が発売された4ヶ月後の1966年7月に、同じくCBSレーベルから同曲の日本語盤が発売された。日本語盤は50万枚以上のセールスを記録し、英語盤をはるかに凌ぐ全国的なヒットとなり、グループ・サウンズ史の起源となった曲として有名である。
英語盤の歌詞の冒頭部分は、リッキー・ネルソンの「ロンサム・タウン」の歌詞をほぼ丸ごと引用したものとなっている。
英語盤、および再リリース盤を除く日本語盤ともに、B面はインストゥルメンタル曲である。
なお日本語盤は『第17回NHK紅白歌合戦』（1966年）の際の出場曲で、同時にグループとして初の出場曲でもある。
また、1969年1月25日には日本語版がステレオ音源化され、再リリース盤「ブルー・シャトウ」のカップリング（B面）として収録され、1981年4月には英語版がオリジナルのモノラル音源のまま復刻盤として再発売された（ただし、前者、後者共にそれぞれCBSレーベルからコロムビアレーベルへ変更されている）。
2014年6月11日にはMEG-CDから英語版、および日本語版の各モノラル音源がCD-Rシングルとしてリリースされた。

## 収録曲

### 英語盤
| #         | タイトル                        | 作詞      | 作曲      | 編曲      | 時間 |
| --------- | ------------------------------- | --------- | --------- | --------- | ---- |
| 1.        | 「青い瞳（Blue Eyes）」         | 橋本淳    | 井上忠夫  | 井上忠夫  | 2:42 |
| 2.        | 「青い彗星（Blue Comets '66）」 | -         | 井上忠夫  | 井上忠夫  | 3:04 |
| 合計時間: | 合計時間:                       | 合計時間: | 合計時間: | 合計時間: | 5:46 |

### 日本語盤
| #         | タイトル                           | 作詞      | 作曲      | 編曲      | 時間 |
| --------- | ---------------------------------- | --------- | --------- | --------- | ---- |
| 1.        | 「青い瞳（Blue Eyes）」            | 橋本淳    | 井上忠夫  | 井上忠夫  | 2:43 |
| 2.        | 「マリナによせて（Seven Nights）」 | -         | 小田啓義  | 小田啓義  | 2:21 |
| 合計時間: | 合計時間:                          | 合計時間: | 合計時間: | 合計時間: | 5:04 |

## 注
1. ↑  それを裏付けるかのように、当時の同曲英語盤の歌詞カードには、英語詞の右に「対訳」として、後述する日本語盤の歌詞がそのまま記載されている。しかも英語詞の直訳と、日本語盤の歌詞とでは、内容がかけ離れている部分が随所にみられる。このほか、この件と同様の理由を持ったエミー・ジャクソンの『涙の太陽』の"概要"の項目も併せて参照されたい。
2. ↑  “https://twitter.com/stshinjukusk1/status/1331975442962599940”. Twitter. 2020年12月7日閲覧。